# Distrito del Alto Siang

Mapa del distrito del Alto Siang en Arunachal Pradesh.

Alto Siang es un distrito administrativo en el estado de Arunachal Pradesh en India. La sede está localizada en Yingkiong. El distrito ocupa un área de 6188 km² y tiene una población de 33,146 hab. (2001).
Varios grupos de las tribus Adi y Memba viven en el distrito. Los Adi siguen generalmente el culto  Donyi-Polo, y  Memba son seguidores del budismo tibetano.
El distrito es la ubicación donde se encuentra el masivo proyecto hidroeléctico del Alto Siang. 

## Historia
En algún punto de su historia esta zona fue parte del Tíbet y fue conocida como Pemako. La mayoría de la gente era de la tribu Adi, mientras que los grupos Memba y Khampa vienieron al distrito durante la agresión china de 1962. 
El distrito se formó en 1999 cuando se separó del distrito de Siang oriental.

## Geografía
La sede del distrito está ubicada en Yingkiong. El distrito de ocupa un área de 6118 kilómetros cuadrados.

## Enlaxes externos
- Sitio web oficial

- Datos: Q15465
- Multimedia: Upper Siang district / Q15465